# Redbridge
Redbridge

Vist i Greater London
| Status                | Bydel i London |
| Areal:                | 56,41 km²      |
| Befolkning:           | 244.016 (2002) |
| Befolkningstæthed:    | 4326 pr. km²   |
| ONS-kode:             | 00BC           |
| Adm. center:          | Ilford         |
| Adm. grevskab:        | Greater London |
| Ceremonielt grevskab: | Greater London |
|                       |                |
| Region:               | Greater London |
|                       |                |

Redbridge (officielt: The London Borough of Redbridge) ligger i Ydre London, og er en bydel i det østlige London. Den blev oprettet i 1965 ved at kredsene Ilford og Wanstead and Woodford i Essex, samt dele af andre kredse, blev slået sammen. Navnet kommer fra en bro over floden Roding.

## Steder i Redbridge
- Aldborough Hatch
- Aldersbrook
- Barkingside
- Clayhall
- Cranbrook
- Fullwell Cross
- Gants Hill
- Goodmayes
- Hainault
- Ilford
- Loxford
- Newbury Park
- Redbridge
- Seven Kings
- Snaresbrook
- South Woodford
- Wanstead
- Woodford
- Woodford Bridge
- Woodford Green

## Transport
Central Line i Londons undergrundsbane går gennem Redbridge. Stationerne i området er Snaresbrook, South Woodford og Woodford på Ongar-grenen, og Wanstead, Redbridge, Gants Hill, Newbury Park, Barkingside, Fairlop og Hainault på Woodford-grenen.
Great Eastern Mainline fra Liverpool Street går gennem distriktet, med stationer ved Ilford, Seven Kings og Goodmayes.
51°33′31″N 0°04′28″Ø / 51.5586°N 0.0744°Ø